# Walid Hellal
Mohammed Walid Hellal (en arabe : محمد وليد هلال) est un footballeur algérien né le 1er août 1994 à Ouled Mimoun dans la wilaya de Tlemcen. Il évolue au poste de milieu offensif à la JSM Tiaret.

## Biographie
Il évolue en première division algérienne avec son club formateur, le MC Oran, l'ASO Chlef et enfin le RC Relizane. Il dispute actuellement 38 matchs en inscrivant 2 buts en Ligue 1.